# Дамба Мулунгуши
Дамба Мулунгуши — расположена в 50 км к юго-востоку от Кабве, была построена Broken Hill Development Company по проекту Rand Mines Limited на реке Мулунгуши и открыта в 1925 году принцем Уэльским (будущим Эдуардом VIII) для обеспечения электроэнергией шахт Брокен-Хилл в Кабве (ранее Брокен-Хилл). В настоящее время компания Lunsemfwa Hydropower контролирует электростанции обеих плотин, а также водопада Лунсемфва.
На искусственном озеро, созданном дамбой Мулунгуши, является домом для клуба лодок Мулунгуши и местного соревнования по рыбной ловле.